# Lil Peep
Gustav Elajdža Ar (engl. Gustav Elijah Åhr; 1. novembar 1996 — 15. novembar 2017), profesionalno poznat kao Lil Pip, bio je američki reper, pevač, tekstopisac i model. Bio je poznat po tome što je pomogao popularizovanju emo stila hip-hop i rok muzike.
Roden je u Alentaunu, u Pensilvaniji, a odrastao je na Long Ajlendu u Njujorku. Lil Pip je počeo da pušta muziku na Saunklaudu 2014. godine, koristeći pseudonim Lil Pip jer ga je majka zvala "Pip" otkad je bio dete. Ubrzo je postao popularan nakon što je objavio nekoliko pesama kroz saradnju sa Lil Trejsi. Izdao je svoj debitantski album 15. avgusta 2017. Lil Pip je bio čest korisnik droga zbog svojih problema sa mentalnim zdravljem, što je na kraju izazvalo njegovu smrt 15. novembra 2017. godine pošto je ustanovljeno da je uzrok smrti predoziranje fentanilom i alprazolam.